# Cutten
Cutten is een plaats (census-designated place) in Humboldt County in de Amerikaanse staat Californië. Cutten bevindt zich vier kilometer ten zuidzuidoosten van het centrum van Eureka en ligt op een hoogt van 61 meter. Volgens de volkstelling van 2010 woonden er 3108 mensen in Cutten.

## Geografie
De totale oppervlakte van de plaats, zoals die aangeduid is door de census, bedraagt 3,351 km². Ten westen van Cutten liggen de plaatsen Bayview en Pine Hills. Myrtletown ligt ten noordoosten van Cutten. Ongeveer vier kilometer zuidwaarts bevindt zich Ridgewood Heights. Cutten wordt geheel omringd door bossen en in het oosten grenst het aan een groot bebost en heuvelachtig gebied.
De U.S. Route 101 is de belangrijkste weg in de omgeving en verbindt Eureka en haar omgeving met de San Francisco Bay Area en met de staat Oregon. De weg loopt zowel ten westen als ten noorden van Cutten op ongeveer 5 km afstand.

## Demografie
Volgens de census van 2010 bedroeg het totale bevolkingsaantal 3108 en bedroeg de bevolkingsdichtheid 930/km². Er waren 1304 gezinnen en 795 families in Cutten. De gemiddelde gezinsgrootte bedroeg 2,95. De bevolking van Cutten is als volgt samengesteld:
- 84,6% blanken
- 0,9% zwarten of Afrikaanse Amerikanen
- 3,8% Native American
- 2,6% Aziatische Amerikanen
- 0,4% mensen afkomstig van de eilanden in de Stille Oceaan
- 2,5% andere
- 5,3% twee of meer rassen

Van de gehele bevolking identificeerde 8,2% zich bovendien als Hispanic of Latino.

## Politiek
Voor de Senaat van Californië ligt Cutten in het tweede district, dat vertegenwoordigd wordt door de Democraat Noreen Evans. Voor het Assembly, vallen Eureka en haar omgeving onder het eerste district, dat vertegenwoordigd wordt door de Democraat Wes Chesbro. Voor de verkiezing van Afgevaardigden in het Huis van Afgevaardigden ligt Cutten in het eerste congresdistrict. Mike Thompson vertegenwoordigt het district sinds 1999.